# Cremona (Alberta)
Cremona est un village (village) du Comté de Mountain View, situé dans la province canadienne d'Alberta.

## Démographie
En tant que localité désignée dans le recensement de 2011, Cremona a une population de 457 habitants dans 199 de ses 213 logements, soit une variation de -1.3% avec la population de 2006. Avec une superficie de 1,706 5 km2, village possède une densité de population de 267,799 6 hab/km2 en 2011.
Concernant le recensement de 2006, Cremona abritait 463 habitants dans 190 de ses 198 logements. Avec une superficie de 0,683 8 km2, village possédait une densité de population de 677,1 hab/km2 en 2006.
| 2001 | 2006 | 2011 | 2016 |
| ---- | ---- | ---- | ---- |
| 415  | 463  | 457  | 444  |